# Ministère de l'Agriculture productive et des Terres
Le ministère de l'Agriculture productive et des Terres (en espagnol : « ministerio del Poder Popular para la Agricultura Productiva y Tierras », littéralement, « ministère du Pouvoir populaire pour l'Agriculture productive et les Terres ») est un ministère du gouvernement du Venezuela. 

## Chronologie
Jusqu'en 1999, le ministère s'intitule « ministère de l'Agriculture et de l'Élevage ». De 1999 à 2007, il s'intitule « ministère de l'Agriculture et des Terres »

## Liste des ministres

### Ministres de l'Agriculture productive et des Terres
| Image | Nom                   | Parti | Début            | Fin              |
| ----- | --------------------- | ----- | ---------------- | ---------------- |
|       | Julio León Heredia    |       | 2025             |                  |
|       | Menry Fernández       |       | 2024             | 2025             |
|       | Wilmar Castro Soteldo |       | 6 janvier 2016   | 2019             |
|       | Iván Gil              |       | 9 juin 2015      | 6 janvier 2016   |
|       | José Luis Berroterán  |       | 2 septembre 2014 | 9 juin 2015      |
|       | Iván Gil              |       | 21 avril 2013    | 2 septembre 2014 |
|       | Juan Carlos Loyo      |       | 2013             | 2013             |
|       | Elías Jaua            |       | 29 janvier 2012  | 2013             |
|       | Juan Carlos Loyo      |       | 22 juin 2010     | 2012             |

### Ministres de l'Agriculture et des Terres
| Image | Nom                       | Parti | Début            | Fin             |
| ----- | ------------------------- | ----- | ---------------- | --------------- |
|       | Elías Jaua                |       | 24 février 2006  | 21 juin 2010    |
|       | Antonio Albarrán          |       | 10 janvier 2005  | 24 février 2006 |
|       | Arnoldo Márquez           |       | 2002             | 10 janvier 2005 |
|       | Efrén Andrade             |       | 24 décembre 2001 | 2002            |
|       | Luisa Romero (??)         |       | 2000             | 2002            |
|       | J.J. Montilla[Qui ?] (??) |       | 1999             | 2000            |
|       | Alejandro Riera           |       | février 1999     | décembre 2001   |

### Ministres de l'Agriculture et de l'Élevage
| Image | Nom                            | Parti | Début     | Fin       |
| ----- | ------------------------------ | ----- | --------- | --------- |
|       | Ramón Ramírez López            |       | 1998      | 1999      |
|       | Raúl Alegrett Ruiz             |       | 1995      | 1998      |
|       | Ciro Añez Fonseca              |       | 1994      | 1995      |
|       | Hiram Gaviria                  |       | 1993      | 1994      |
|       | Pedro Luis Urriola             |       | 1993      | 1993      |
|       | Jonathan Coles Ward            |       | 1990      | 1993      |
|       | Eugenio de Armas               |       | 1989      | 1990      |
|       | Fanny Bello                    |       | 1988 (??) | 1989 (??) |
|       | Wenceslao Mantilla             |       | 1988 (??) | 1989 (??) |
|       | Felipe Gómez Álvarez           |       | 1984      | 1988      |
|       | Nidia Villegas                 |       | 1982      | 1984      |
|       | José Luis Zapata Escalona      |       | 1981      | 1982      |
|       | Luciano Valero                 |       | 1979      | 1981      |
|       | Gustavo Pinto Cohén            |       | 1975      | 1979      |
|       | Carmelo Contreras Barboza      |       | 1975      | 1975      |
|       | Luis José Oropeza              |       | 1974      | 1975      |
|       | Froilán Álvarez Yépez          |       | 1974      | 1974      |
|       | Miguel Rodríguez Viso          |       | 1972      | 1974      |
|       | Daniel Scott Cuervo            |       | 1971      | 1972      |
|       | Jesús López Luque              |       | 1969      | 1971      |
|       | Alejandro Osorio               |       | 1966      | 1969      |
|       | Pedro Segnini La Cruz          |       | 1965      | 1966      |
|       | Juan José Palacios             |       | 1964      | 1965      |
|       | Alejandro Osorio               |       | 1964      | 1964      |
|       | Miguel Rodríguez Viso          |       | 1963      | 1964      |
|       | Víctor Manuel Giménez Landínez |       | 1959      | 1963      |
|       | Luis Sánchez Mogollón          |       | 1958      | 1958      |
|       | Armando Tamayo Suárez          |       | 1953      | 1958      |
|       | Alberto Arvelo Torrealba       |       | 1952      | 1953      |
|       | Ricardo Montilla               |       | 1947      | 1948      |
|       | Eduardo Mendoza Goiticoa       |       | 1945      | 1947      |
|       | Rafael Vegas                   |       | 1943      | 1945      |
|       | Gustavo Herrera                |       | 1941      | 1943      |
|       | Alejandro Fuenmayor            |       | 1941      | 1941      |
|       | Alfonso Mejía                  |       | 1939      | 1941      |
|       | Amenodoro Rangel Lamus         |       | 1938      | 1939      |
|       | Hugo Parra Pérez               |       | 1937      | 1938      |
|       | Alfonso Mejía                  |       | 1936      | 1937      |
|       | Alberto Adriani                |       | 1936      | 1936      |